# Bộ Tư pháp (Việt Nam)
Bộ Tư pháp là cơ quan của Chính phủ nước Cộng hòa xã hội chủ nghĩa Việt Nam.

## Lịch sử[2]
Bộ Tư pháp là một trong 13 bộ đầu tiên trong chính phủ đầu tiên của nước Việt Nam Dân chủ Cộng hòa được thành lập ngày 28 tháng 8 năm 1945 và ra mắt ngày 2 tháng 9 năm 1945. Bộ trưởng đầu tiên là Vũ Trọng Khánh.
Ngày 14 tháng 7 năm 1960, Kỳ họp thứ nhất, Quốc hội khóa II thông qua Luật Tổ chức Hội đồng Chính phủ. Theo luật, trong số 20 bộ và cơ quan ngang bộ được quy định không có Bộ Tư pháp.
Ngày 14 tháng 9 năm 1972, Ủy ban Thường vụ Quốc hội ra Nghị quyết thành lập Ủy ban Pháp chế trực thuộc Hội đồng Chính phủ. Chủ nhiệm Ủy ban đầu tiên là Trần Công Tường.
Ngày 4 tháng 7 năm 1981, Kỳ họp thứ nhất, Quốc hội khóa VII thông qua danh sách các thành viên của Hội đồng Bộ trưởng, trong đó có Bộ trưởng Bộ Tư pháp. Bộ Tư pháp được tái lập.

## Chức năng nhiệm vụ
Bộ Tư pháp là cơ quan của Chính phủ, thực hiện chức năng quản lý nhà nước về công tác xây dựng và thi hành pháp luật, kiểm tra văn bản quy phạm pháp luật, kiểm soát thủ tục hành chính, phổ biến, giáo dục pháp luật; quản lý nhà nước về thi hành án dân sự, thi hành án hành chính, hành chính tư pháp, bổ trợ tư pháp, bồi thường nhà nước trong hoạt động quản lý hành chính và thi hành án và các công tác tư pháp khác trong phạm vi cả nước; quản lý công tác thi hành pháp luật về xử lý vi phạm hành chính; quản lý nhà nước các dịch vụ công trong các lĩnh vực thuộc phạm vi quản lý nhà nước của Bộ.

## Lãnh đạo hiện nay
- Bộ trưởng: Nguyễn Hải Ninh, Ủy viên Trung ương Đảng, Bí thư Đảng ủy
- Thứ trưởng:

1. Đặng Hoàng Oanh (1968)
2. Nguyễn Thanh Tịnh (1970), Phó Bí thư Thường trực Đảng ủy
3. Mai Lương Khôi (1967)
4. Nguyễn Thanh Ngọc (1969)
5. Nguyễn Thanh Tú (1978)

## Cơ cấu tổ chức

### Các đơn vị thực hiện chức năng quản lý nhà nước
- Vụ Công tác xây dựng văn bản quy phạm pháp luật
- Vụ Pháp luật hình sự - hành chính
- Vụ Pháp luật dân sự - kinh tế
- Vụ Pháp luật quốc tế
- Vụ Tổ chức cán bộ
- Vụ Hợp tác quốc tế
- Văn phòng Bộ
- Văn phòng Đảng - Đoàn thể
- Thanh tra Bộ
- Cục Quản lý Thi hành án dân sự
- Cục Kế hoạch - Tài chính
- Cục Phổ biến, giáo dục pháp luật và Trợ giúp pháp lý
- Cục Kiểm tra văn bản và Quản lý xử lý vi phạm hành chính
- Cục Hành chính tư pháp
- Cục Đăng ký giao dịch bảo đảm và Bồi thường nhà nước
- Cục Bổ trợ tư pháp
- Cục Công nghệ thông tin

### Các đơn vị sự nghiệp
- Viện Chiến lược và Khoa học Pháp lý
- Học viện Tư pháp
- Tạp chí Dân chủ và Pháp luật
- Báo Pháp luật Việt Nam
- Nhà xuất bản Tư pháp
- Trường Đại học Luật Hà Nội
- Trường Cao đẳng Luật miền Nam
- Trường Cao đẳng Luật miền Trung
- Trường Cao đẳng Luật miền Bắc

## Bộ trưởng qua các thời kỳ
- Xem chi tiếtː Bộ trưởng Bộ Tư pháp (Việt Nam)

## Thứ trưởng qua các thời kỳ
- 1945-1946, Nguyễn Văn Hưởng
- 1958-1960, Nguyễn Trác
- 1975-1979, Phạm Tống Hoằng
- 1981-1987, Phùng Văn Tửu
- 1982-1987, Đào Xuân Miễn
- 1982-1991, Nguyễn Thị Chơn
- 1987-1991, Trần Đông
- 1992-1998, Nguyễn Ngọc Hiến
- 1992-1993, Nguyễn Văn Yểu
- 1994-2001, Nguyễn Văn Sản
- 2000-2007, Lê Thị Thu Ba
- 2002-2014, Hoàng Thế Liên
- 2005-2016, Đinh Trung Tụng
- 2008-2013, Nguyễn Đức Chính
- 2008-2015, Nguyễn Thúy Hiền
- 2011-2013, Phạm Quý Tỵ
- 2011-2014, Lê Hồng Sơn
- 2014-2025, Nguyễn Khánh Ngọc
- 2014-2023, Phan Chí Hiếu
- 2016-2019, 2023-2025, Trần Tiến Dũng
- 2016-2018, Lê Tiến Châu
- 2025-nay, Nguyễn Thanh Ngọc